# Bhirum
Le Bhirum, ou Pagan, est un type de poneys ou de petits chevaux apparentés au Barbe, originaire du nord du Nigeria. Ces chevaux sont aussi bien montés qu'attelés, et vraisemblablement liés à l'ethnie nigériane des Biroms. 

## Histoire
La race est probablement liée aux Biroms, peuple indigène du plateau de Jos au Nigéria. Cependant, CAB International mentionne le nom « Birom » comme étant impropre pour désigner la race. Il fait partie des trois races de poneys mentionnées en Afrique de l'Ouest, avec le Koto-koli et le Kirdi.

## Description
Les Bhirum sont connus pour leur petite taille, et leur proximité avec la race du Mousseye,. Ils appartiennent au groupe des poneys d'Afrique de l'Ouest apparentés au Barbe. La taille va de 1,42 m à 1,47 m.
Toutes les couleurs de robe sont possibles.
La race est peut-être résistante à la trypanosomiasis (maladie du sommeil transmise aux animaux par la mouche tsé-tsé), mais les études restent à mener.

## Utilisations
Ces poneys sont montés et employés à la traction légère. Dans la région d'élevage, les plateaux du Nord du Nigéria, l'abattage des chevaux et l'hippophagie font l'objet d'un tabou, à l'exception d'un village, et du cas de l'abattage du cheval pour un motif cérémoniel.
Les Biroms entretiennent des liens étroits avec leurs chevaux. Lorsque le propriétaire d'un animal meurt, ses animaux sont traditionnellement sacrifiés.

## Diffusion de l'élevage
D'après la base de données DAD-IS et CAB International, la race est propre au Nord du Nigéria, le guide Delachaux indiquant le Nord-Est du pays. En 2007, la FAO ne disposait d'aucune donnée d'estimation du niveau de menace potentiel pesant sur le Bhirum. L'étude menée par l'Université d'Uppsala, publiée en août 2010 pour la FAO, signale le Bhirum comme race de chevaux locale africaine dont le niveau de menace est inconnu. Le niveau de menace sur la race n'est pas non plus renseigné dans DAD-IS, qui ne fournit aucun relevé des effectifs.